# Хилон

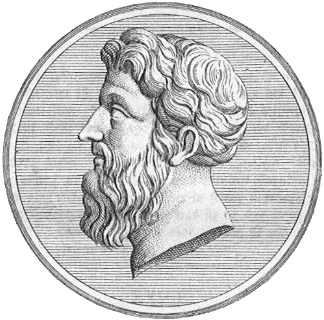
Хилон из Спарты

Хилон (около 600 до н. э., Спарта — около 520 до н. э., Писа) — древнегреческий политический деятель и поэт, один из семи греческих мудрецов.

## Биография
Лакедемонянин; в 56-ю олимпиаду (556/5 год до н. э.) стал эфором; значительно усилил эфорат. Некоторые исследователи считают, что именно ему принадлежат многие нормы жизненного устройства Спарты, приписываемые Ликургу.
Хилону принадлежат элегические стихи в двести строк.
Умер глубоким старцем, приветствуя своего сына после его олимпийской победы в кулачном бою.

## Изречения
Отличался немногословием. Диоген Лаэртский приводит несколько мудрых его изречений: «Сдерживай язык, особенно в застолье», «Мёртвых не хули» (др.-греч. Τὸν τεθνηκότα μὴ κακολογεῖν), «Брак справляй без пышности», «Когда говоришь, руками не размахивай, это знак безумства»… Важнейшим считал выражение «Познай самого себя» (др.-греч. γνῶθι σεαυτόν).
Посмертную славу среди эллинов ему принесло пророчество об острове Кифере, расположенном рядом с берегами Лаконии. Познакомившись с тем, каков он есть, Хилон воскликнул: «Лучше бы ему не возникнуть или возникнув, утонуть!». Опасения Хилона были далеко не беспочвенными: позднее, в Пелопоннесскую войну, Никий захватил этот остров и поставил там афинский гарнизон. С этого острова афиняне нанесли спартанцам большой урон.